# Кононов Кузьма Степанович
Кузьма Степанович Кононов (21 листопада 1895, Курщина — 20 листопада 1948, Москва) — радянський воєначальник, генерал-майор артилерії.

## Біографія

Могила Кузьми Кононова

Народився 21 листопада 1895 року на Курщині. Учасник громадянської війни в Росії і радянсько-німецької війни. Воював на Ленінградському фронті.
Нагороджений орденом Леніна, двома орденами Червоного Прапора, чотирма медалями.
Помер 20 листопада 1948 року у Москві. Похований в Києві на Лук'янівському цвинтарі (ділянка № 38, ряд 1, місце 19). Надгробок — пірамідальна стела з граніту, керамічне фото.